# Filippo Ruge
Filippo Ruge, ou Rugge, Rugi, Ruggi, Rouge, Romano, né vers 1725 à Rome et mort vers 1767), est un compositeur et flûtiste classique italien.

## Biographie

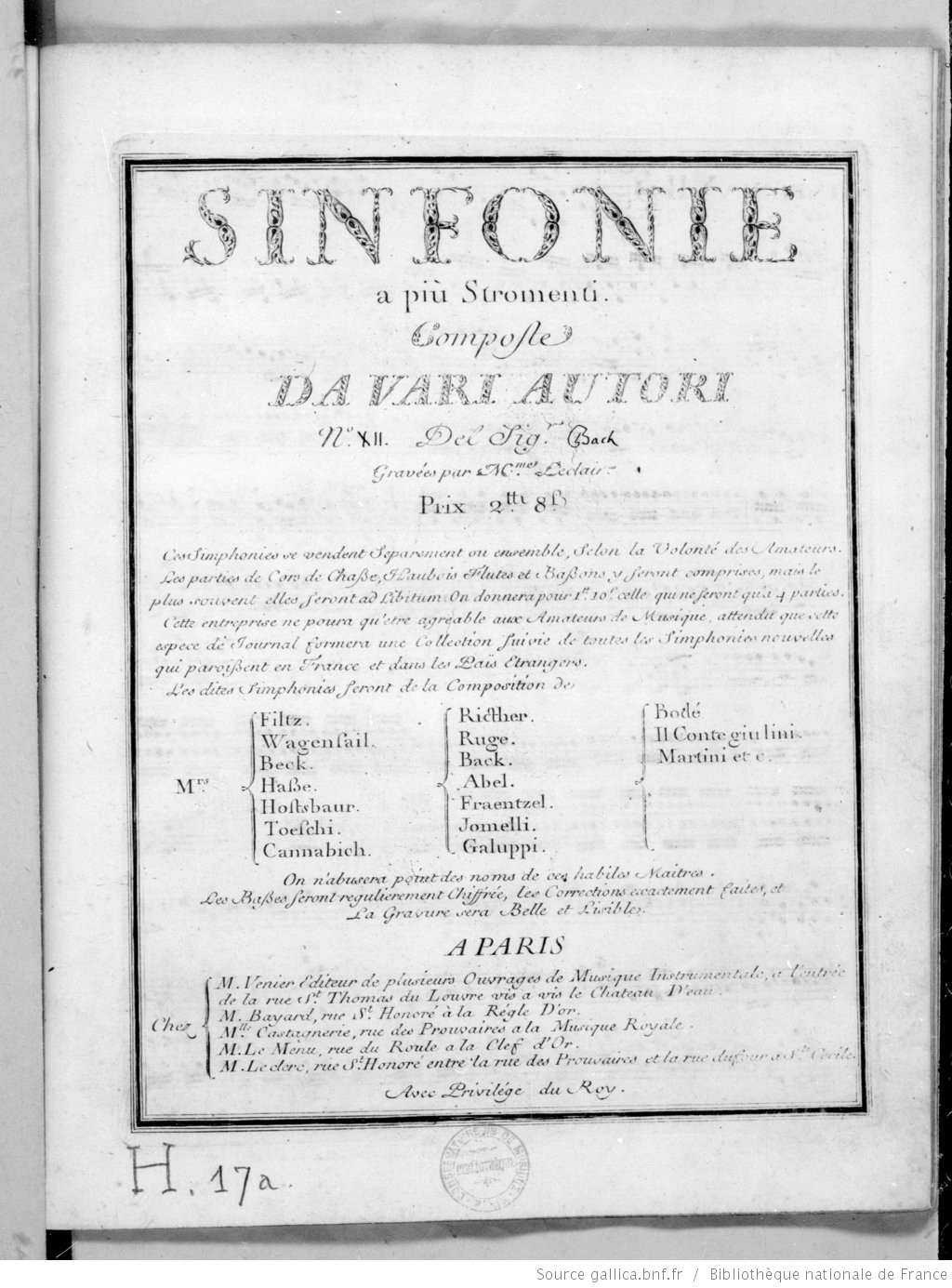
Page de titre de la série des symphonies a più strumenti da varri autori, où figure Ruge (Venier, édition 1762.

Filippo Ruge a peut-être séjourné à Londres quand Walsh commence à publier cinq morceaux de ses pièces de musique de chambre pour flûte (1751–1754). 
En 1753, lui et sa femme, une chanteuse, séjournent à Paris. Son nom apparaît dans la presse parisienne pour la première fois en mars de cette année quand il interprète un de ses concertos de flûte comme soliste dans le Concert Spirituel,. À cette période, lui et sa femme se produisent dans le salon musical de La Pouplinière. Après 1755, Ruge organise une série de concerts dans sa maison, rue Plâtrière, où il enseigne également la musique. En juillet 1755, il publie Au dessert, un ensemble de six duos vocaux, et en août de la même année, il obtient un privilège général de 10 ans pour des compositions instrumentales,. L'année suivante voit la publication de Sei sinfonie op.1, qui contient en quatrième partie un mouvement programmatique appelé La tempesta. Cette symphonie et l'ultérieure intitulée La nova tempesta, ou La tempête suivie du calme, publiées séparément par Venier en 1761, sont jouées avec un succès considérable au Concert Spirituel. 
Il est possible qu'entre 1757 et 1761 Ruge entre au service du Marquis de Seignelay ; une collection de manuscrits découverte près des ruines du château de Seignelay contient quelque 40 compositions de flûte de Ruge, ainsi que le catalogue thématique de sa main donnant les incipits de 111 symphonies et ouvertures, incluant cinq des siennes et une de son fils. À l'évidence, Ruge apporta un considérable répertoire de musique italienne avec lui de Rome ; cette musique constituait le répertoire de la majorité des concerts où il se produisait, et fut plus tard disséminé avec la publication, en collaboration avec Venier en 1757, de Sei sinfonie nuove de divers auteurs italiens (par Conforti, Crespi, Galuppi, Jommelli, Latilla et Mazzoni). Après sa dernière composition connue, Duetti a due flauti traversi o due mandolini o due violini, publiée par Grangé en 1767, les notices historiques sur lui cessent. Le fonds Ruge-Seignelet est conservé au sein de la collection F. de Billis, en Californie.
Ruge fut un important agent de diffusion et de popularisation de la musique italienne et du style musical dans la France du XVIIIe siècle. Ses symphonies sont typiques de la tradition italienne pré-classique évidente dans les œuvres de Giovanni Battista Sammartini.